# Aigen-Schlägl
Aigen-Schlägl – gmina targowa w Austrii, w kraju związkowym Górna Austria, w powiecie Rohrbach. Liczy 3111 mieszkańców (1 stycznia 2015). Powstała 1 maja 2015 z połączenia gminy targowej Aigen im Mühlkreis z gminą Schlägl.